# Tsubokawa Takemitsu
Tsubokawa Takemitsu (japanisch 坪川 武光; * 1909 in Otaru; † 19. Dezember 1940) war ein japanischer Skisportler, der im Skilanglauf und in der Nordischen Kombination startete.
Tsubokawa wurde im Jahr 1930 japanischer Meister über 18 km und mit der Staffel und siegte im Jahr 1931 bei den japanischen Studentenmeisterschaften für die Waseda-Universität mit der Staffel. Bei seiner einzigen Teilnahme an Olympischen Winterspielen im Februar 1932 in Lake Placid belegte er über 18 km und in der Nordischen Kombination jeweils den 15. Platz. Im folgenden Jahr wurde er japanischer Meister in der Nordischen Kombination. Nach seinem Abschluss an der Universität, arbeitete er für die Regierung von Hokkaido. Er starb im Alter von 31 Jahren an einer Krankheit.